# 伊太於
伊太於（イタオ、生没年不詳）は、熊本県玉名郡和水町（旧菊水町）にある前方後円墳・江田船山古墳から出土した銀象嵌銘大刀の作刀者。「伊太加」（イタカ）、「伊太和」（イタワ）とも。

## 釈読
江田船山古墳で出土した鉄剣の銘文に、「作刀者名伊太口，書者張安也」とある。西山要一は、「伊太加」としている。武光誠、盧重国は、「伊太於」としている。吉村武彦の従来の見解は、「伊太加」、クリーニングやX線透過撮影などの再調査に基づく新釈読は「伊太和」。
伊太於（伊太加、伊太和）は鉄刀を作り、張安は銘文を書いた。伊太於（伊太加、伊太和）はその名前からみて倭人である。銘文を書いた張安は中国式の名前なので、百済に帰化していた中国人とみられる。